# Слободан Минић
Слободан Минић (Бања, код Аранђеловца, 16. јануар 1920 – Врбица, код Аранђеловца, 10. фебруар 1944), учесник Народноослободилачке борбе и народни херој Југославије.

## Биографија
Слободан Минић се родио 16. јануара 1920. године у селу Бања, код Аранђеловца, 16. јануара 1920. године у сиромашној сељачкој породици. Постао је члан Комунистичке партије Југославије (КПЈ) 1940. године када се повезао са лево оријентисаним омладинцима. Након слома државе у Априлском рату одмах је ступио у партизане и за кратко време постао комесар 8. чете Првог шумадијског партизанског одреда. Учествовао је у свим борбама које је овај одред водио у Шумадији.
Када су се партизанске снаге повукле према Санџаку, Слободан се вратио у свој крај и ту са групом бораца наставио политички рад окупљен око Окружног комитета КПЈ за Крагујевац. Успостављањем везе са Покрајинским комитетом Слободан је постао секретар Среског комитета Партије за Орашачки срез. Истакао се у борби против четника у селу Душковци код Пожеге у новембру 1941. године када је разбијен четнички одред „Кораћ”. Учествовао је у обнављању 1. шумадијског партизанског корпуса „Милан Благојевић” на Букуљи. Са одредом се борио против љотићеваца у Рабровцу, недићеваца у Даросави и немачких војника, жандарма и белогардејаца у Трешњевици. Када је 1. шумадијска бригада отишла за Санџак у новембру 1943. године, Слободан је остао да ради на спровођењу закључака војнополитичког саветовања на Букуљи и учвршћивању партијских руководстава по срезовима.
Погинуо је 10. фебруара 1944. године у селу Врбица где се скривао са Милићем Радовановићем и Милорадом Илићем. Убијен је у изненадном нападу четника и љотићеваца.
Указом председника ФНР Југославије Јосипа Броза Тита, 9. октобра 1953. године, проглашен је за народног хероја.